# 臼井佳子
臼井 佳子（うすい よしこ）は、日本のアナウンサー。CRTアナウンススクール主任講師。栃木県宇都宮市出身。誕生日について、過去栃木放送（CRT）公式サイトで配信していたプロフィールでは「ミッキーマウスと同じ日（蠍座）」としていた。

## 来歴・人物
1972年立教大学文学部仏文科卒業後、札幌テレビ放送（STV）入社。テレビ・ラジオの各種番組を担当。1981年立教大学法学部法律学科入学のため退社。
1985年同大学を卒業し、フリーアナウンサーへ転身。同年よりCRTの生ワイド番組を担当。以後、CRTでラジオパーソナリティとして活動する一方、栃木県教育委員、栃木県国際交流協会副会長、宇都宮の地酒を楽しむ会会長を務める。その間、1996年4月には、CRTアナウンサーの小田島建夫とCRTアナウンススクールを開校、小田島とともに講師を務める。その後も、主任講師や校長を務める。
令和4年春の叙勲にて警察管理運営功労で旭日双光章を受章した。

## 出演番組
STV時代
- 2時のワイドショー（STV、アシスタント／1975.10 - 1981.3）
- アタックヤング（STVラジオ。1974年7月から月曜、同10月から金曜、1976年4月から1981年3月まで木曜をそれぞれ担当[4]）

フリー転身後
- おまかせワイド（栃木放送、月 - 木曜担当パーソナリティ[2][5]）
- まるきん大行進!（栃木放送）[6]
- 土曜ちゃっかり亭（栃木放送、メインパーソナリティ[1]）[6]
- 復活!魂のアタックヤング（STVラジオ。2002年10月12日[7]）
- ミヤラジお喜楽らじお（ミヤラジ、土曜 15:00 - 15:55、2022年1月1日 - ）

## 参考資料
- 各種外部リンク（インターネットアーカイブの保存キャッシュを含む）